# Раппоттенштайн (замок)
Раппоттенштайн (нем. Burg Rappottenstein) — средневековый замок, расположенный в одноимённой коммуне, в округе Цветль, на северо-западе земли Нижняя Австрия, Австрия. Мощная каменная крепость никогда не была завоёван и поэтому является одним из наиболее хорошо сохранившихся австрийских замков. По своему типу относится к замкам на вершине.

## История

### Ранний период

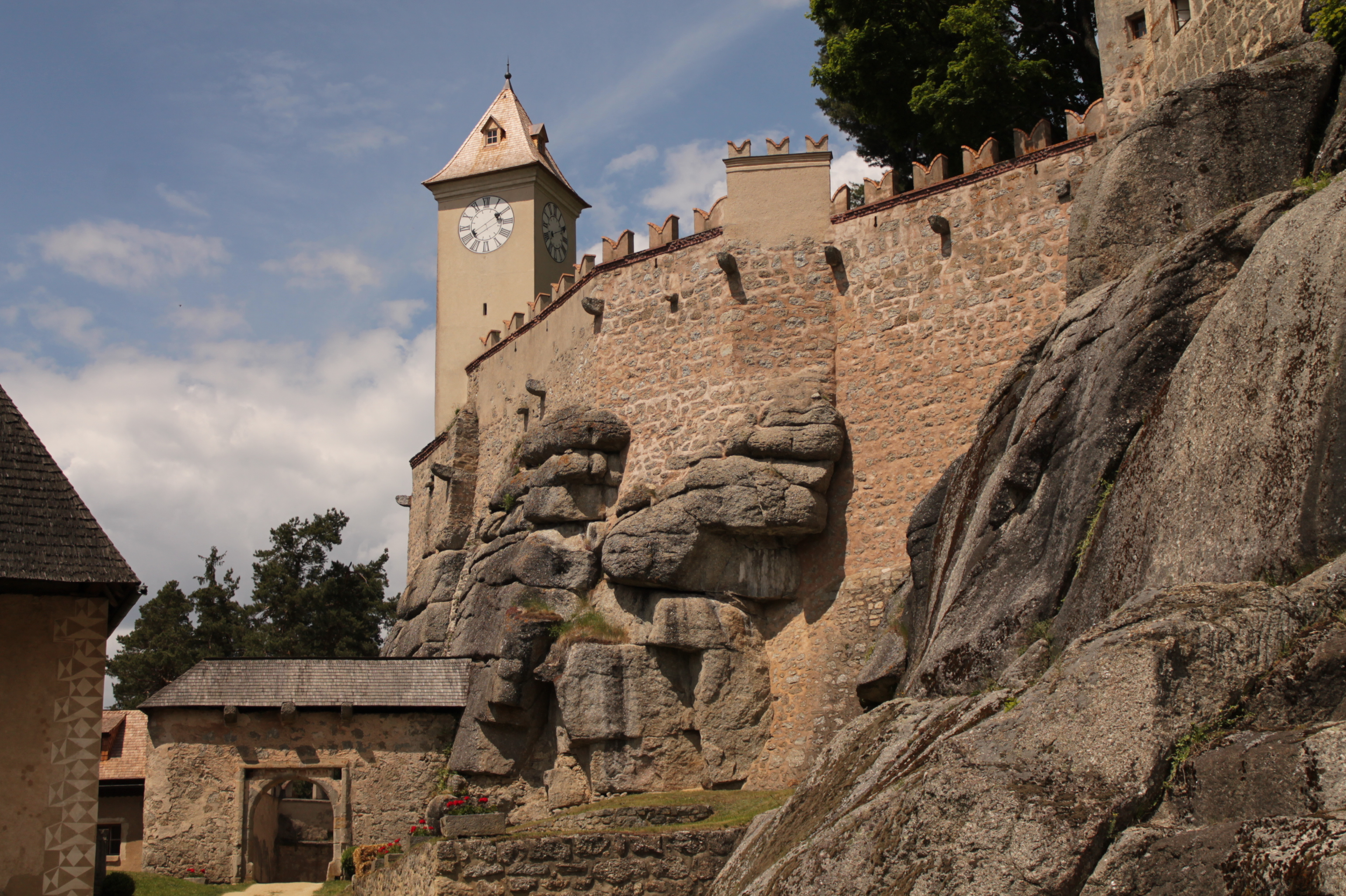
Укрепления замка вписаны в специфику рельефа горы

Около 1150 года могущественный граф Рапото фон Кюнринг основал ряд замков в историческом регионе Вальдфиртель, чтобы обезопасить свои наследственные владения. Самой крупной крепостью, которая вскоре превратилась ещё и в главную родовую резиденцию, стала твердыня Раппоттенштайн.
Замок Раппоттенштайн с самого начала имел важное стратегическое и политическое значение. С одной стороны, он находился посреди обширных владений семьи фон Кюнринг, что делало его и географическим центром, и местом где всегда можно было укрыться в случае вражеского вторжения. С другой стороны, он также защищал дорогу Грассштайг, древнее ответвление важного торгового пути Бэамштайг. Остатки этой дороги до сих пор можно найти в окрестностях замка. Маршрут шёл от Дуная на север через леса в сельскую местность Чехии. Кроме того, замок Раппоттенштайн был одним из сильнейших звеньев в цепи укреплений, развернувшихся вдоль долины реки Камп. Эта линия была призвана защищать страну от вторжений со стороны Богемии. Одновременно, крепость служила важным фортификационным объектом в системе защиты австрийских владений герцогов Бабенбергских (фон Кнюринги были их вассалами).
К концу XIII века прежнее влияние семьи фон Кюнринг свелось к минимуму. Отсутствие наследников мужского пола привело привело к тому, что род угас. В 1305 году замок Раппоттенштайн перешёл в собственность семьи фон Даксберг.

### XV—XVII века
Через век с небольшим пресёкся и род фон Даксберг. В итоге в 1423 году новыми хозяевами замка стали представители семьи фон Штархемберг. Но через несколько поколений у этого рода не осталось мальчика-наследника. В результате замок в очередной раз сменил владельца. В 1546 году комплекс оказался под контролем лордов фон Ландау.
В 1597 году восставшие крестьяне осадили замок. Но небольшой гарнизон благодаря мощным укреплениям смог отбить штурм. Крестьяне были вынуждены снять осаду.

### XVII—XX века

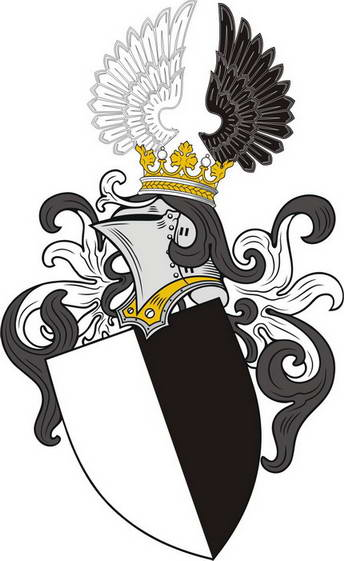
Герб рода Абенсперг унд Траун (дворянский род)

Во время Тридцатилетней войны в 1645 году к замку подступили отряды шведской армии. Но Раппоттенштайн и в этот раз оказался неприступным. Шведы через некоторое время сняли осаду.
Род фон Ландау также как и прежние семьи, оставался собственником Раппоттенштайна немногим более века. В 1664 году замок был куплен графами фон Абенсперг унд Траун. Их потомки владеют резиденцией по сей день. Кроме замка, в состав владений по настоящее время входят несколько территорий, расположенных недалеко крепости. Это имения близ Волькерсдорфа, близ Майссау и другие. В числе прочих графам принадлежали замки Майссау и Петронелль.
Замок благополучно пережил и Первую и Вторую мировую войны. Владельцы во время неоднократных ремонтов и реконструкций тщательно сохраняли старинный интерьеры и оригинальные фасады.

## Описание

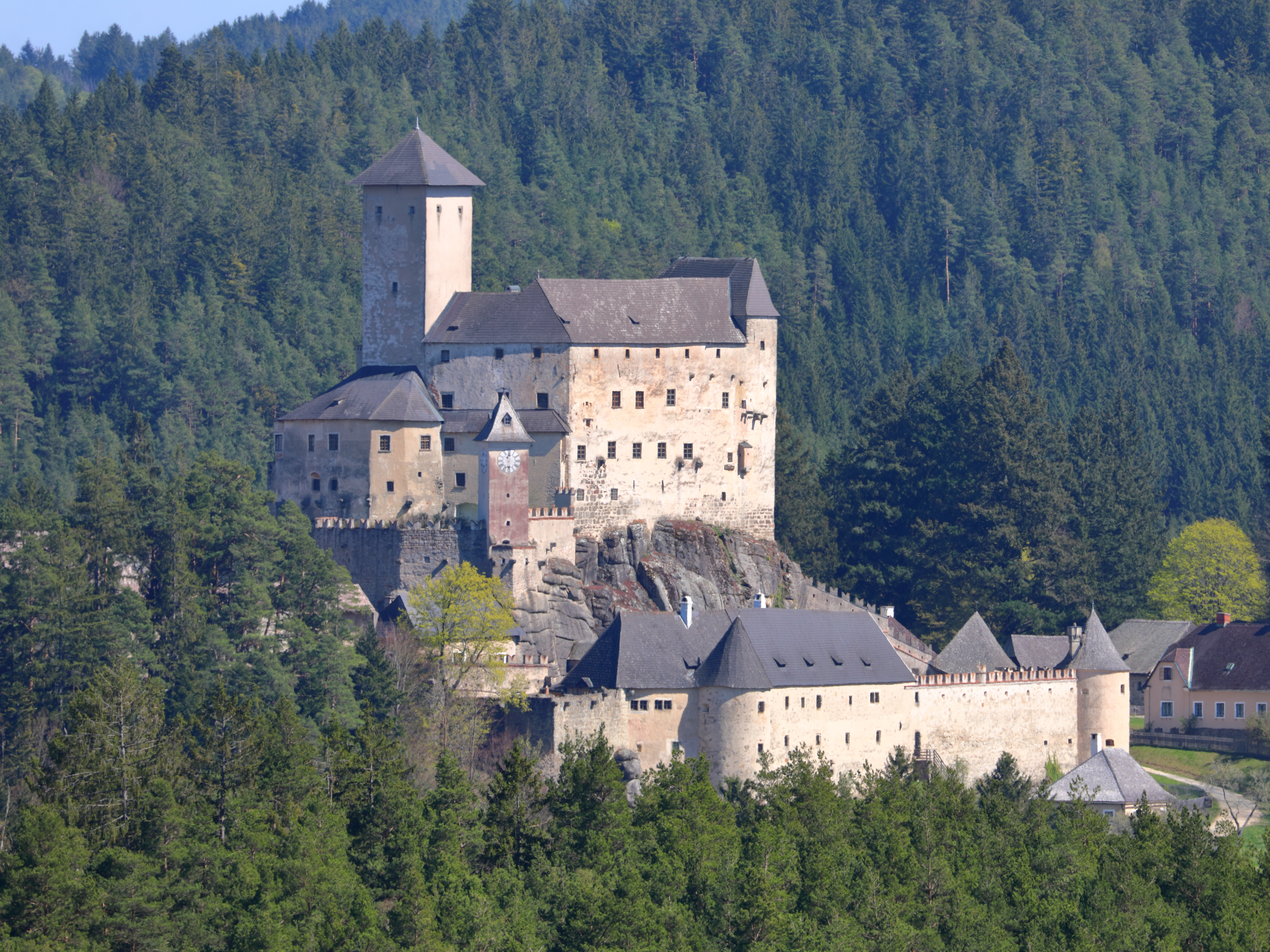
Вид замка с восточной стороны

Замок Раппоттенштайн является одним из немногих, который никогда не был захвачен. Следовательно, комплекс никогда не подвергался серьёзным разрушениям. Объект имеет вытянутую с севера на юг форму и занимает вершину высокого скалистого холма.
Раппоттенштайн — это уникальный ансамбль средневековой архитектуры, который содержит элементы романского, готического и ренессансного стилей. К романскому стилю относится южная башня на юге, а к готическому — фасады восточного крыла, замковая капелла, рыцарский зал в восточном крыле и помещение архива. В стиле ренессанс выдержаны здание пивоварни, аркады в западном крыле и две башни у въездных ворот. Эти ворота имеют уникальную особенность: двойной бретеш в стене над входом, ведущим в захаб. Когда-то перед большинством замковых ворот находились подъёмные мосты. Но в последующем мосты сделали каменными.
Вторые ворота с изображением в стиле сграффито были главным входом до 1548 года. В третьем дворе находятся хозяйственные постройки, цистерна для хранения воды и легендарное подземелье с «Голодной башней». Главный внутренний двор окаймлен с запада трехъярусными ренессансными аркадами. В северной части замка находится садовая терраса с часовой башней с маятниковыми часами. Самое удивительное в этих часах то, что у них есть только часовая стрелка. Гирю, которая приводит часовой механизм в движение, приходится поднимать ежедневно.
Готическая замковая капелла была освящена в 1379 году. Это двухэтажное здание, стены которого достигают невероятной трёхметровой толщины. На внутренних стенах имеется 12 освященных крестов. Ребра свода покоятся на красивых кронштейнах. Крылатый алтарь датируется XV веком и был отреставрирован в 1947 году.

## Современное использование
В замке находится реабилитационный центр Kinderburg Rapottenstein, которые действует под эгидой Красного Креста земли Нижняя Австрия. Здесь предлагается поддержка людям, которые получили серьёзные травмы в результате несчастных случаев. Кроме того, здесь предусмотрена и психологическая помощь тем, кто оказался подавлен утратой близкого человека. В числе прочего для реабилитации используется методика гиппотеррапии. Для этого в замке имеются конюшни.

## В массовой культуре
- В 2005 году в телевизионном реалити-шоу «Die Burg[нем.]» (2005), которое выходило на телеканале ProSieben (эпизод «Prominent im Kettenhemd»), зрителям показывали повседневную жизнь обитателей средневекового замка в интерьерах Раппоттенштайна. Шоу в 2005 году повторно пересняли телепродюсеры Соня Краус[нем.] и Элтон[нем.].
- Раппоттенштайн служил декорацией к картине «Проститутка[нем.]» (2009)
- В замке снимались фрагменты фильма-сказки «Железный Ганс[нем.]» (2011).
- Замок можно увидеть в историческом фильме «Максимилиан. Игра силы и любви[нем.]» (2017).

## Галерея

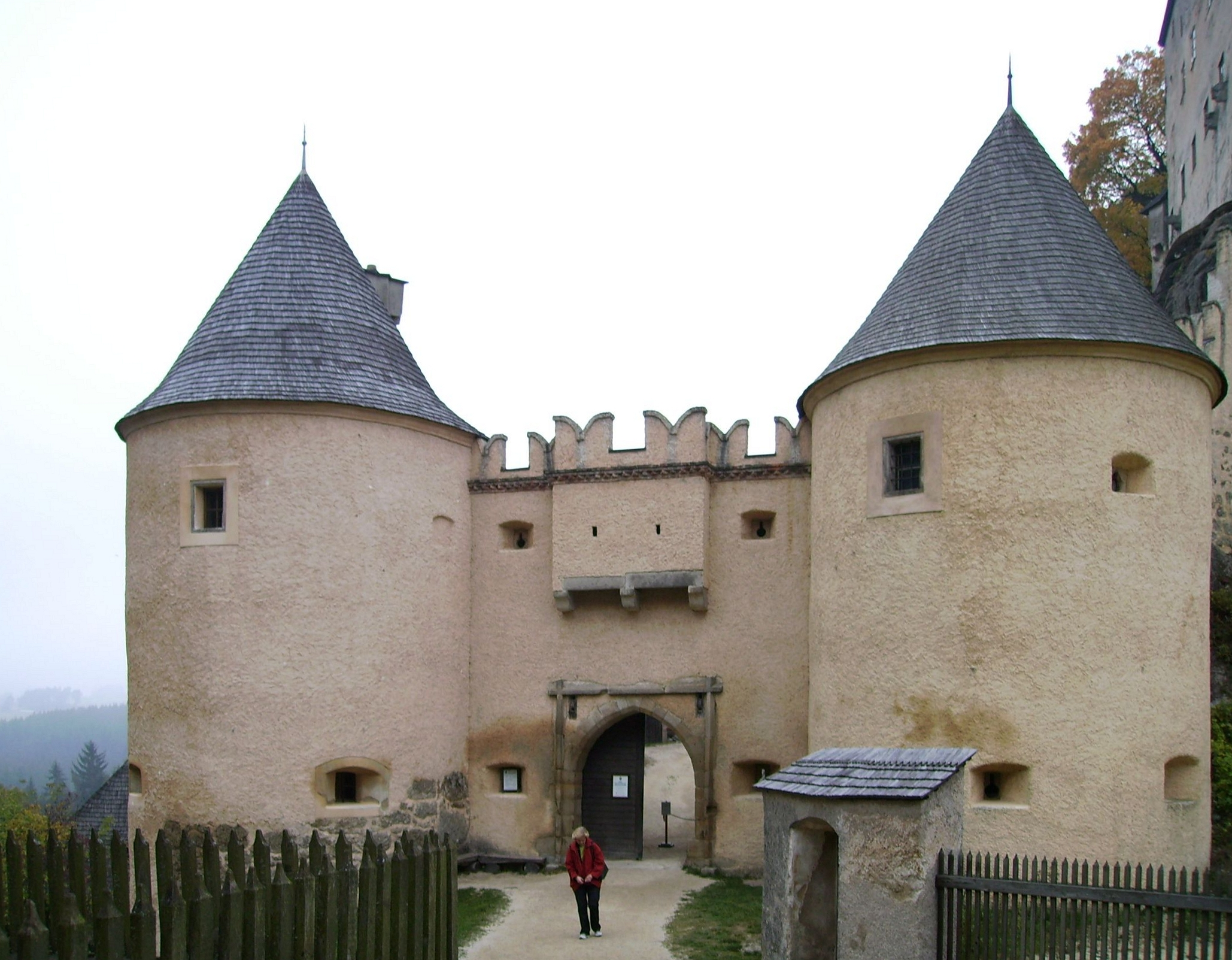
Ворота крепости, ведущие в захаб
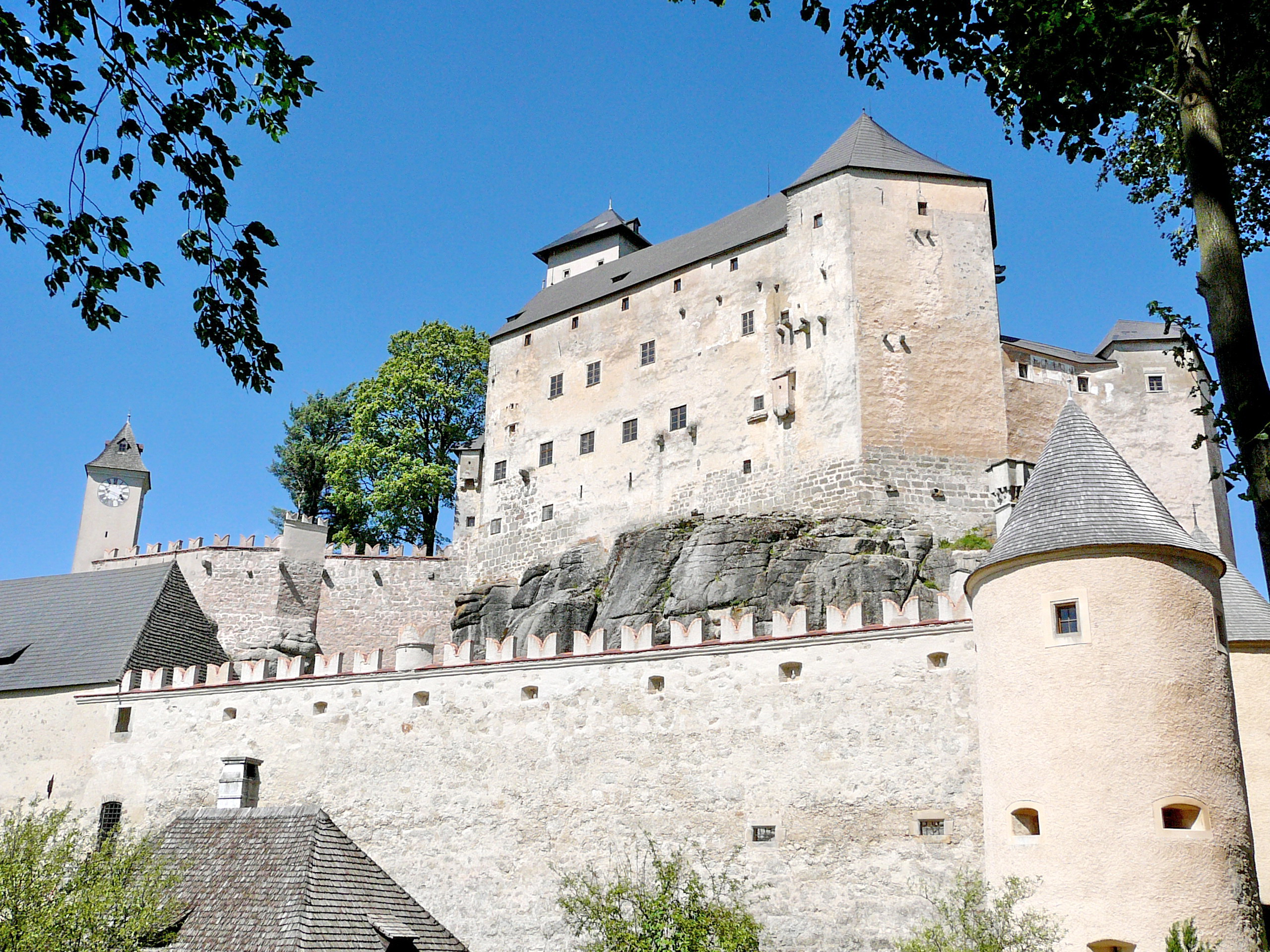
Вид замка c юго-восточной стороны
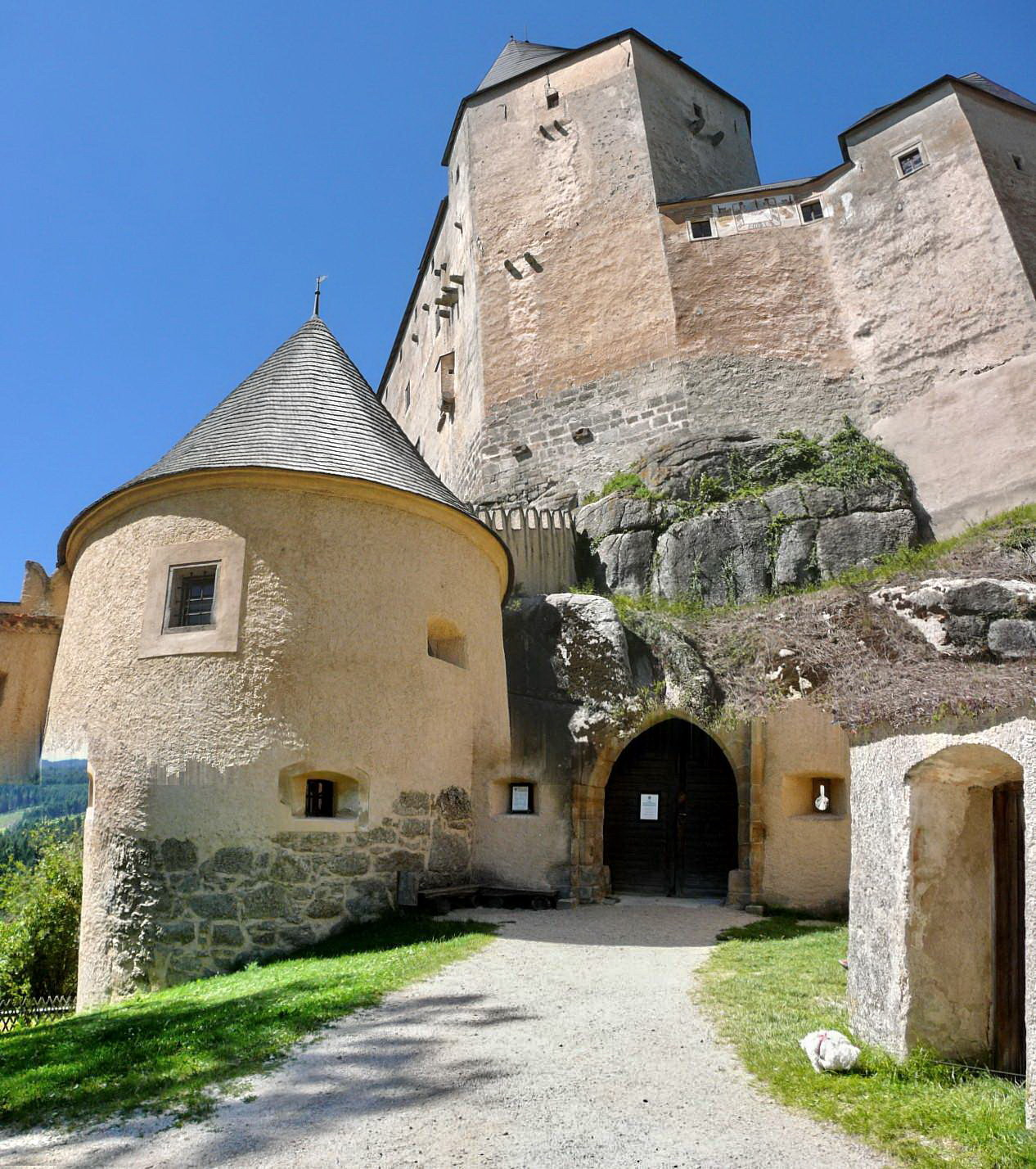
Вторые ворота замка
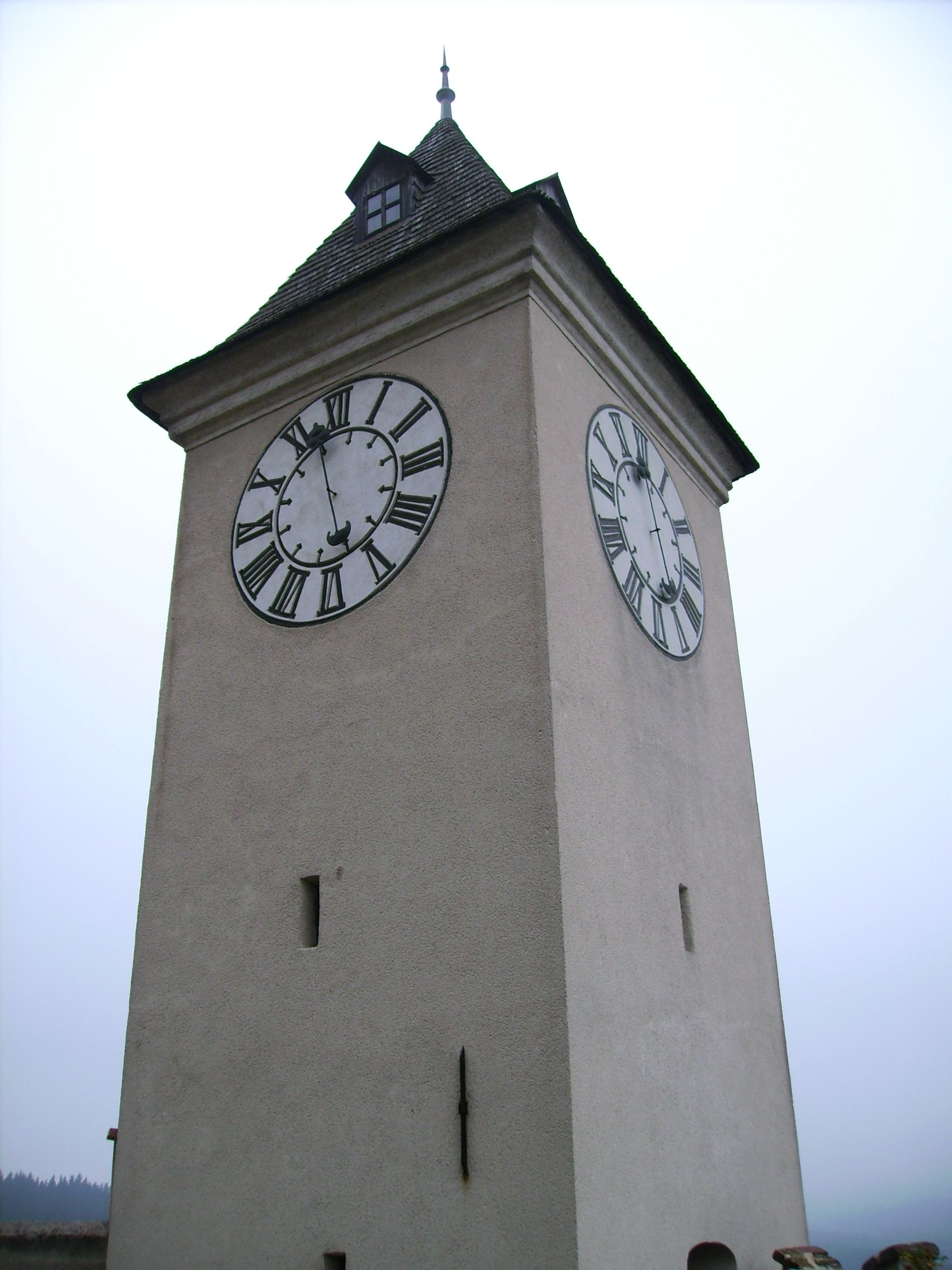
Часовая башня
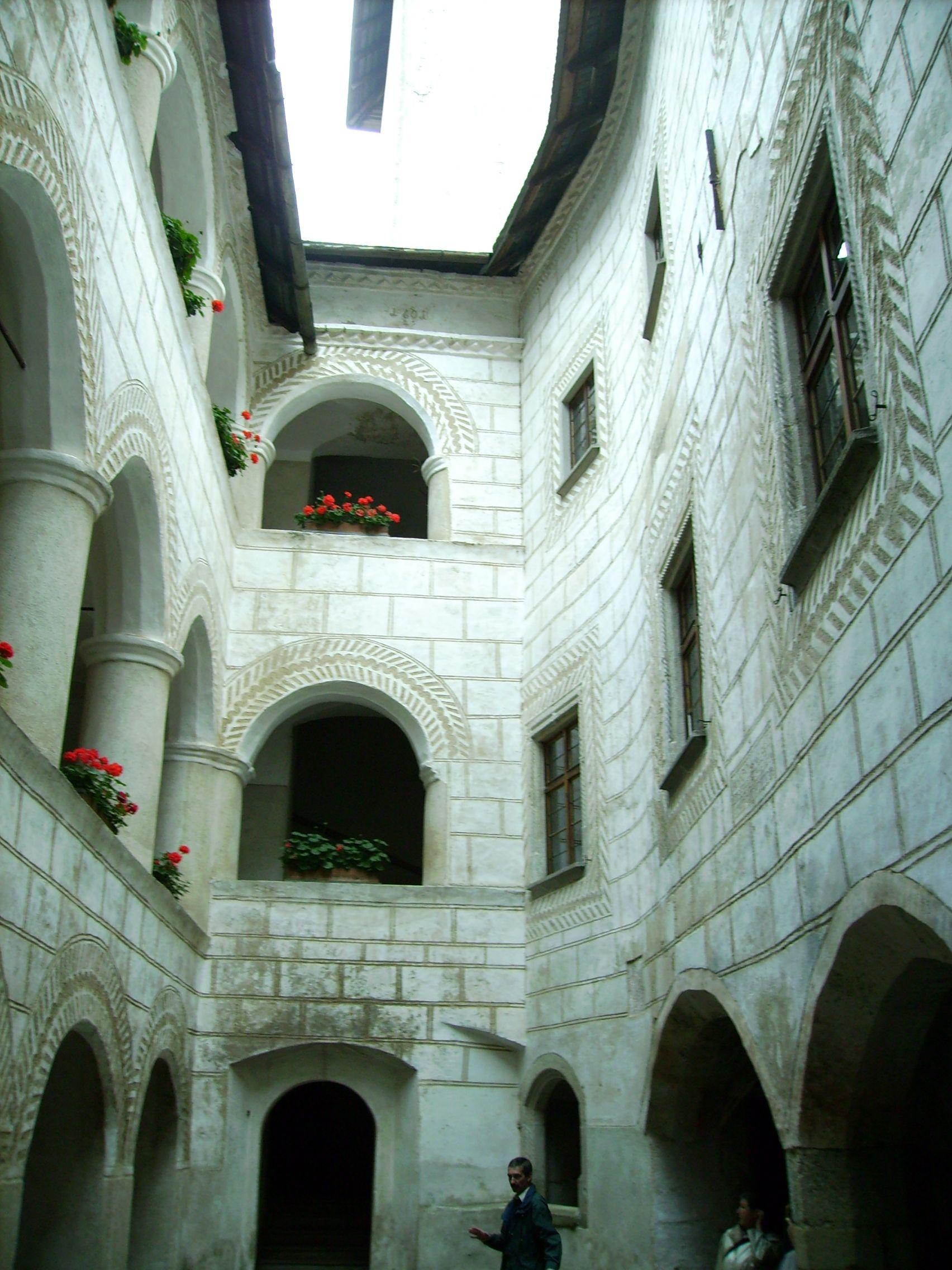
Внутренний двор с аркадами